# Rafael de Bustos y Castilla-Portugal
Rafael de Bustos y Castilla-Portugal (Huéscar, Granada, 28 de abril de 1807 - Archena, Murcia, 16 de marzo de 1894) fue un político y aristócrata español titulado VIII Marqués de Corvera. 

## Biografía
Granadino de ascendencia familiar murciana, abandonó su tierra natal para doctorarse, en 1825, en Derecho en la Universidad de Alcalá de Henares. De enorme talento jurídico, su carrera resultó muy brillante. En el campo de la política, en 1850,  fue elegido Diputado a Cortes por Murcia, cargo que mantendría durante 26 años en sucesivas elecciones. Amante de la provincia de la que su familia provenía  promovió, entre otras,  la construcción de carreteras, puentes, faros en la costa, defensas del agua del Segura para regadío y trayectos de ferrocarril. La ciudad de Murcia lo nombró Hijo Adoptivo. Siendo gobernador de Madrid hizo construir la Casa de la Moneda. Fundó la Academia de Ciencias Morales y Políticas y se le nombró ministro de Fomento durante el reinado de Isabel II. En prueba de sus merecimientos durante la restauración borbónica en España, Alfonso XII le otorgó en 6 de noviembre de 1875 la Grandeza al título familiar que ya ostentaba de marqués de Corvera. Fue en tal condición senador por derecho propio y se le otorgó la Orden del Toisón de Oro. Tiene calle dedicada en Murcia, en el barrio del Carmen y otra en su localidad natal, ambas bajo la denominación "Marqués de Corvera".